# Le bébé
Le bébé è un cortometraggio del 1908 diretto da Lucien Nonguet.